# Ezetimibe
Ezetimibe là một loại thuốc dùng để điều trị cholesterol trong máu cao và một số bất thường về lipid khác. Nói chung, nó được sử dụng cùng với thay đổi chế độ ăn uống và statin. Một mình, nó ít được ưa thích hơn một statin. Nó được uống bằng miệng. Nó cũng có sẵn trong thuốc kết hợp ezetimibe/simvastatin.
Các tác dụng phụ thường gặp của thuốc này bao gồm nhiễm trùng đường hô hấp trên, đau khớp, tiêu chảy và mệt mỏi. Tác dụng phụ nghiêm trọng có thể bao gồm sốc phản vệ, các vấn đề về gan, trầm cảm và suy nhược cơ bắp. Sử dụng trong thai kỳ và cho con bú là không an toàn. Ezetimibe hoạt động bằng cách giảm hấp thu cholesterol trong ruột.
Ezetimibe đã được chấp thuận cho sử dụng y tế tại Hoa Kỳ vào năm 2002. Nó có sẵn như là một loại thuốc chung chung. Một tháng cung cấp thuốc ở Vương quốc Anh tiêu tốn của NHS khoảng 26,21 bảng Anh vào năm 2019. Tại Hoa Kỳ, chi phí bán buôn của số thuốc này là khoảng 5,85 đô la Mỹ. Năm 2016, đây là loại thuốc được kê đơn nhiều thứ 144 tại Hoa Kỳ với hơn 4 triệu đơn thuốc.

## Sử dụng trong y tế
Một đánh giá cho thấy rằng ezetimibe được sử dụng như một phương pháp điều trị duy nhất làm giảm nhẹ nồng độ lipoprotein trong huyết tương (a), nhưng hiệu quả không đủ lớn để trở nên quan trọng. Một đánh giá cho thấy rằng thêm ezetimibe vào statin điều trị cholesterol trong máu cao không có tác dụng đối với tỷ lệ tử vong chung hoặc tử vong do tim mạch, mặc dù nó làm giảm đáng kể nguy cơ mắc bệnh MI và đột quỵ. Một thử nghiệm năm 2015 cho thấy việc thêm ezetimibe vào simvastatin không có tác dụng đối với tỷ lệ tử vong chung nhưng đã làm giảm nguy cơ đau tim hoặc đột quỵ ở những người bị đau tim trước đó. Một số hướng dẫn điều trị khuyên bạn nên thêm ezetimibe vào những người có nguy cơ cao được chọn trong đó mục tiêu LDL không thể đạt được chỉ bằng statin dung nạp tối đa.